# Winti
Winti (sranan tongo for "vind") er en surinamsk religion, hvis tilhængere hovedsagelig er kreolere. Religionen, hvis hovedelementer er af afrikansk oprindelse og således ligner andre caribiske religioner, har tidligere været forbudt og udøves stadig lettere skjult. Winti har mange fællestræk med den surinamske maronbefolknings religiøse forestillinger og ritualer, men er i modsætning hertil mere individorienteret.
Ordet winti bruges også som samlebetegnelse for religionens forskellige guder og halvguder, der er organiseret i familier. Kontakt med guderne sker hovedsagelig ved mediumbesættelse.
Den mest betydningsfulde religiøse specialist (magiker) inden for winti kaldes en "bonuman" (sranan tongo for godgører). Denne kontaktes typisk i forbindelse med sygdom.